# Paseo de Eduardo Dato
El paseo de Eduardo Dato (conocido anteriormente como paseo del Cisne ) es una vía urbana del barrio madrileño de Almagro, en el distrito de Chamberí, en la villa de Madrid. Une la plaza de Chamberí con la calle de Serrano a través del puente de Juan Bravo.  Tras la guerra civil española, se le dio el nombre de paseo de Eduardo Dato, en recuerdo del político y abogado español Eduardo Dato, asesinado en la plaza de la Independencia el 8 de marzo de 1921.

## Historia

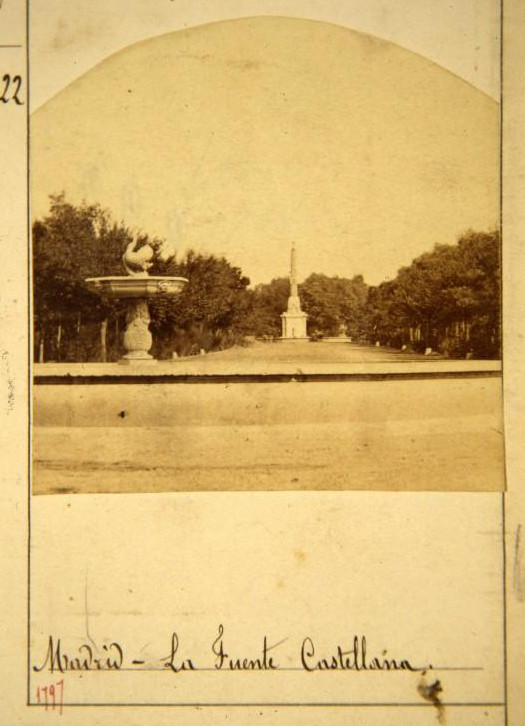
En primer plano la fuente del Cisne y al fondo de la imagen, el obelisco de la Fuente Castellana, en el límite del primitivo paseo de la Castellana, en una fotografía de Laurent, hacia 1860.

Abierta hacia 1852, con el nombre de Paseo del Cisne, esta calle formaba parte del extrarradio de Madrid hasta comienzos del siglo xx, y debió su nombre original a la fuente de mármol con forma de cisne que estuvo en el patio del convento de San Felipe el Real y que antes de la demolición del inmueble, fue trasladada a las cercanías del entonces llamado Paseo de las Delicias de Isabel II (más tarde Paseo de la Castellana). Es interesante anotar que el conjunto de terrenos que circundaban aquel Paseo del Cisne, era conocido popularmente y ya de antiguo, como la “Huerta de España”, adquirida en el siglo xix por el banquero vasco Miguel Sáinz de Indo, que promovió la construcción en este espacio del llamado Barrio de Indo, presidido por el Palacio de Indo, como puede apreciarse en el plano de Ibáñez de Ibero. La mayoría de aquellas lujosas estancias, la mayoría desaparecidas, fueron construidas entre 1870 y 1877 por Agustín Ortiz de Villajos.

## Edificios notables
Además del Instituto Valencia de Don Juan, que da fachada a este paseo, pueden destacarse (algunos de ellos ya calificados o en proceso de calificación como bienes de interés cultural en la ciudad de Madrid), los siguientes edificios: 
- El colegio de las Damas Negras en el número 2.

- El colegio de San Diego y San Nicolás en el número 4.

- La iglesia de San Fermín de los Navarros en el número 10.

- El palacio Bermejillo en el número 31.[8]

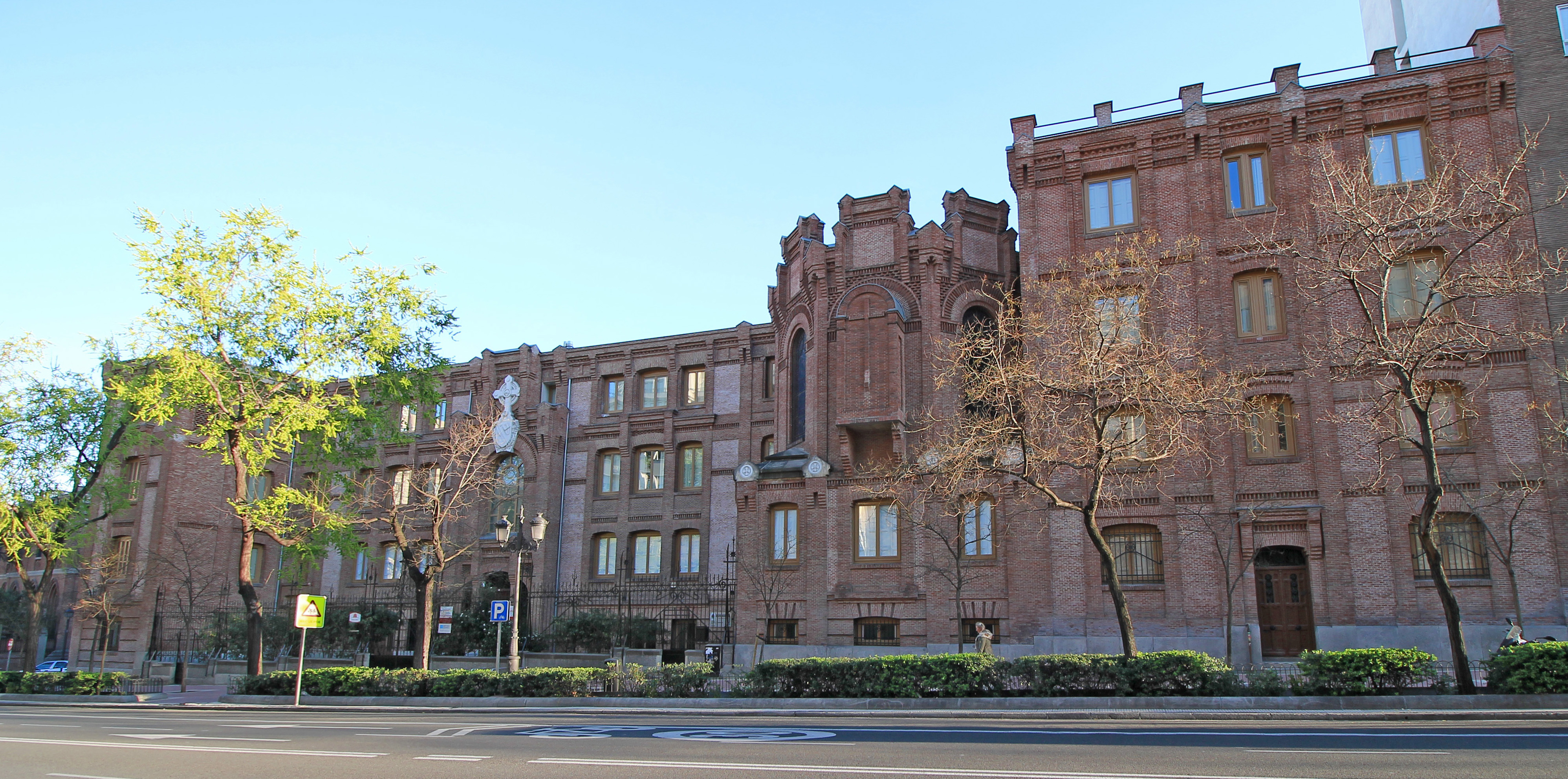
Colegio de las Damas Negras
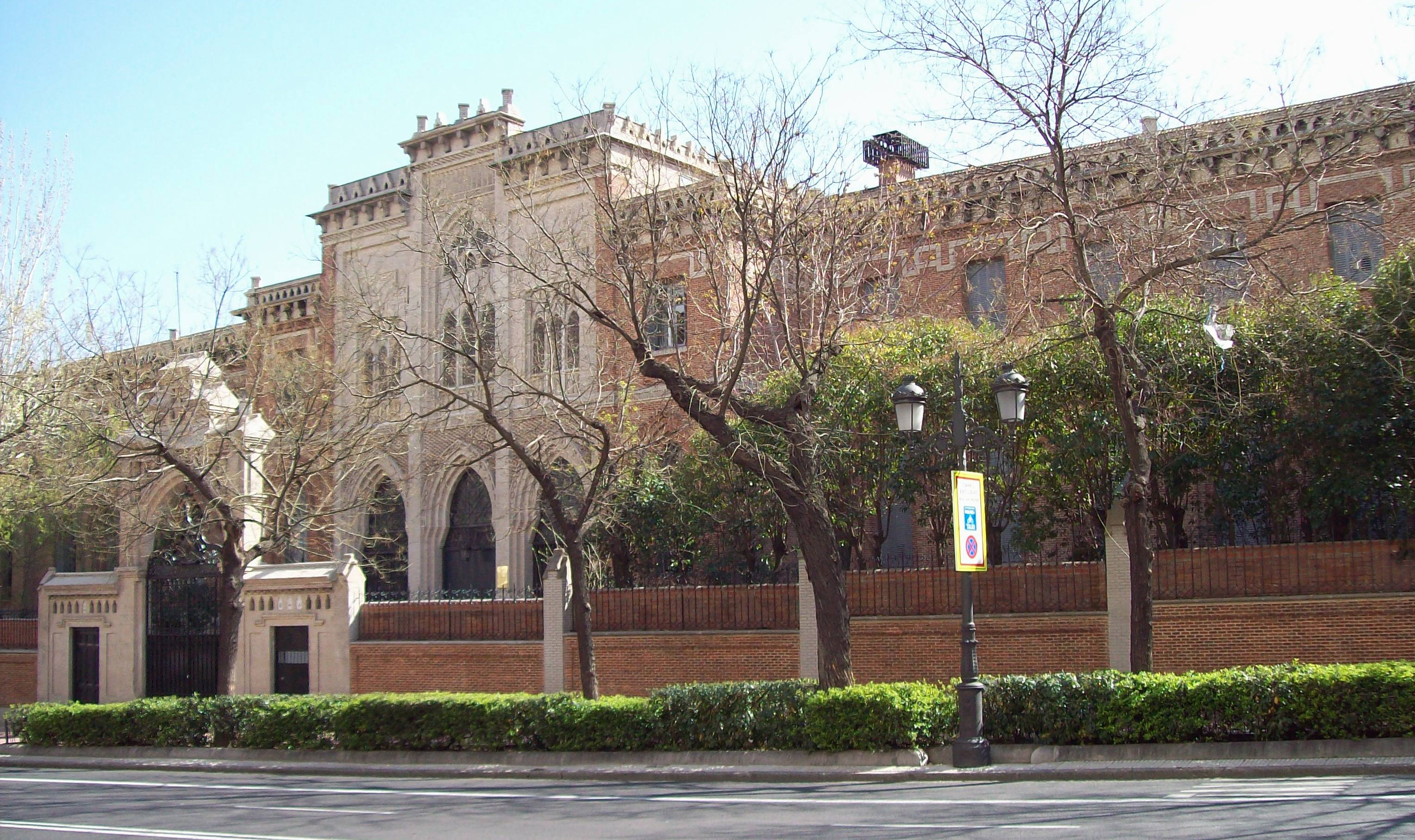
Colegio de San Diego y San Nicolás
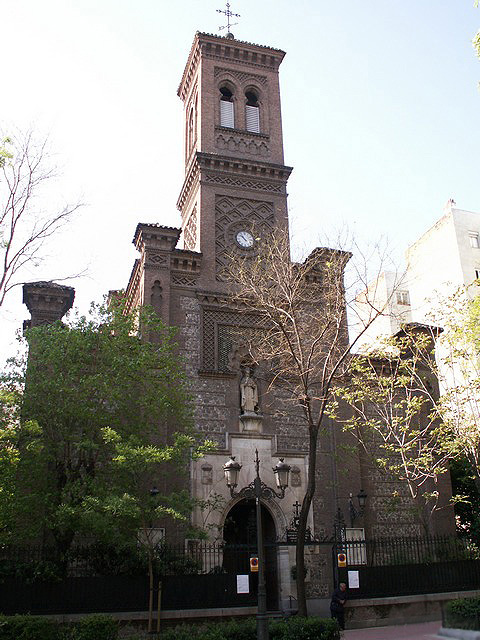
San Fermín de los Navarros
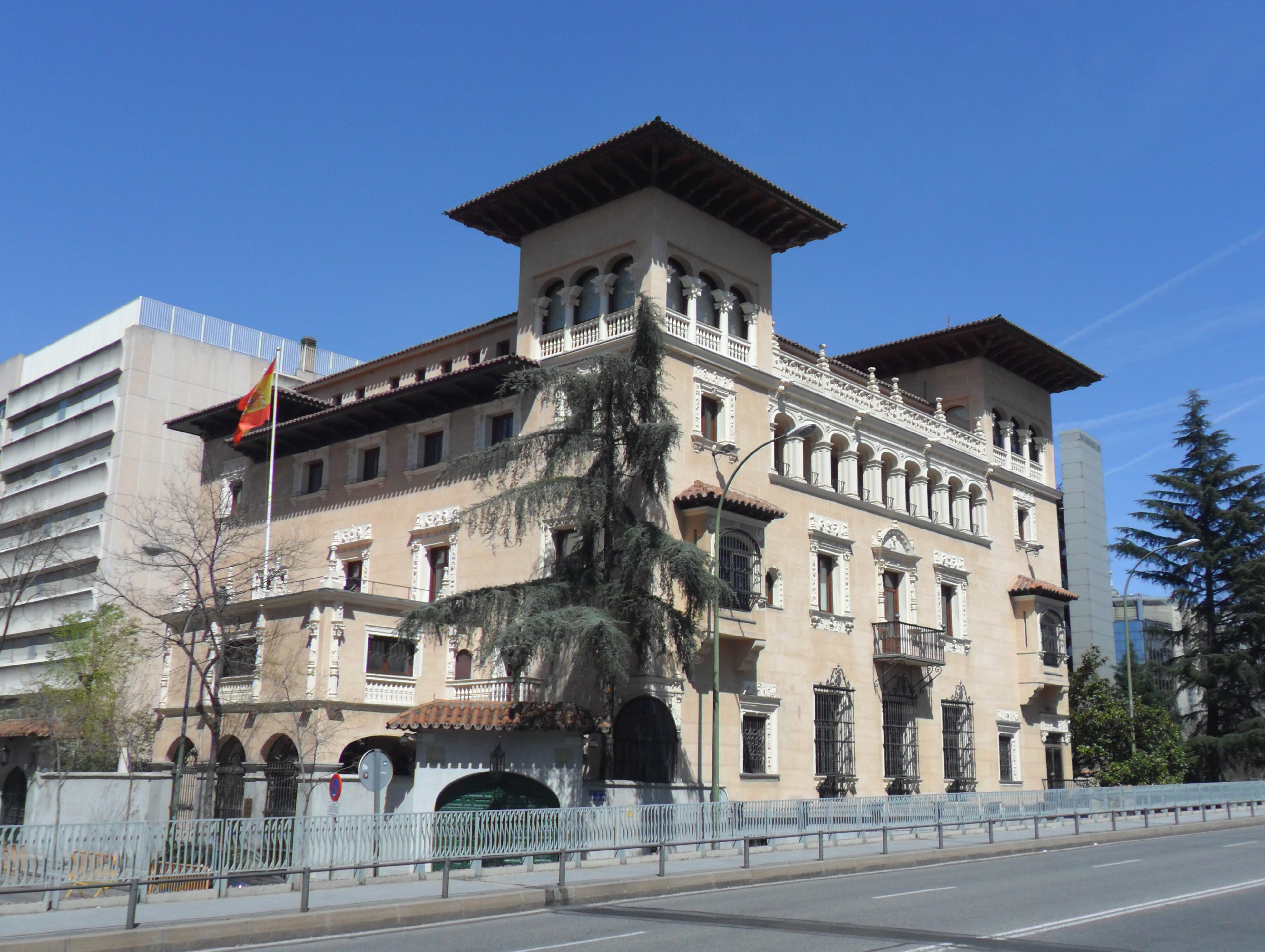
Palacio de Bermejillo

## Vecinos
En esta calle tuvo su estudio y su casa el escultor del siglo xix Agustín Querol, junto a la iglesia de San Fermín de los Navarros. Y en el número 22, falleció, el 20 de mayo de 1886, el actor, músico y empresario Francisco Arderíus, creador de los bufos madrileños.